# Salvatore Caroleo (compositore 1880)

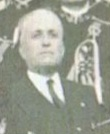
Salvatore Caroleo senior

Salvatore Caroleo Senior (Catanzaro, 11 settembre 1880 – Ascoli Piceno, 29 settembre 1958) è stato un compositore e direttore d'orchestra italiano.

## Biografia

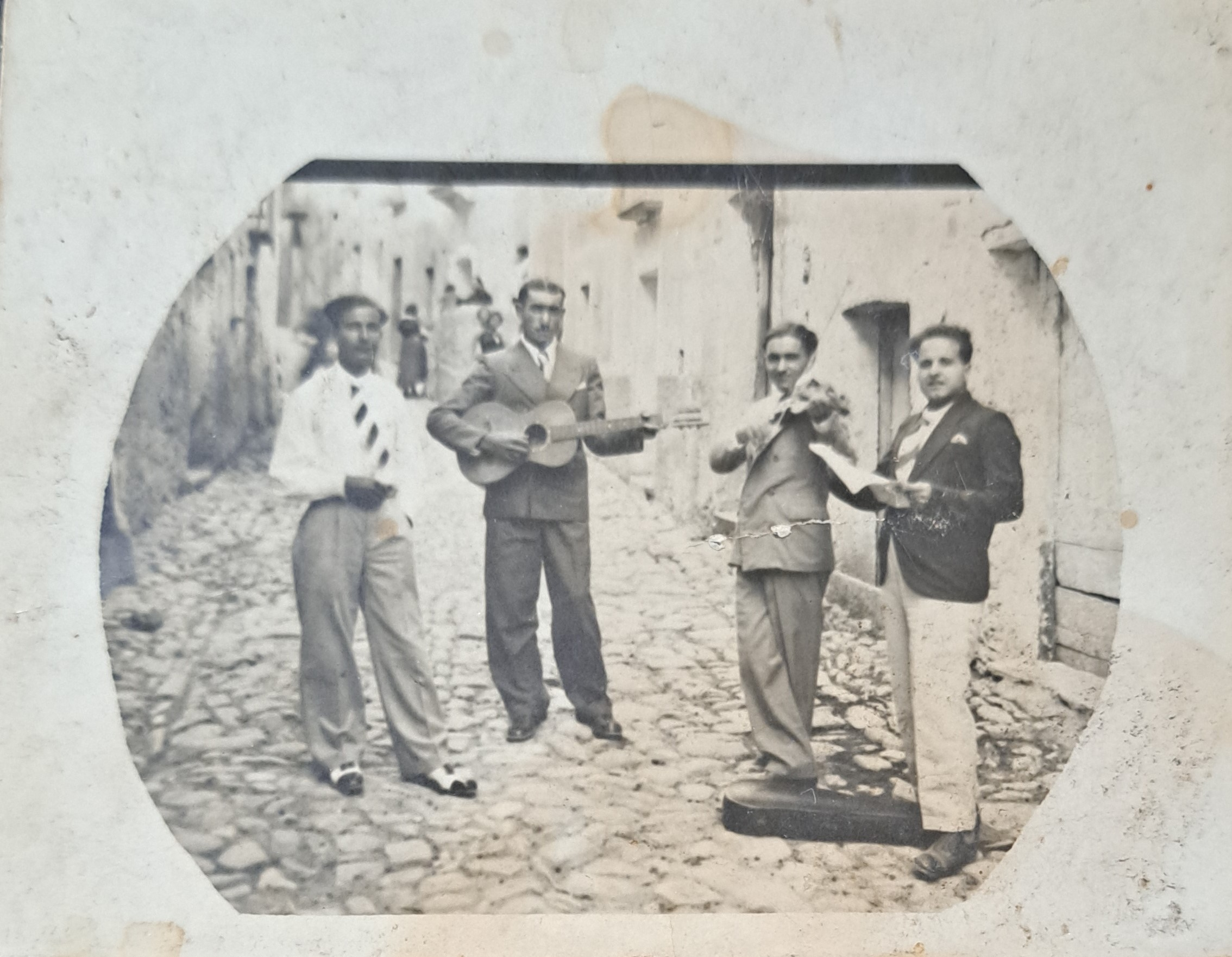
Salvatore Caroleo senior insieme ad alcuni membri della Banda nel centro storico di Gagliano, 1932

Salvatore Caroleo (senior) è stato il fondatore, agli inizi degli 30, della ''Banda Musicale di Gagliano'', l'attuale ''Banda Musicale Città di Catanzaro'' , poi proseguita da suo nipote e allievo Salvatore Caroleo (junior). I repertori eseguiti erano sia riduzioni dei libretti d’opera, sia partiture delle sue composizioni. Tali repertori erano arrangiati e rielaborati, e adattati all’organico bandistico composto ordinariamente da 55 elementi. Avendo operato come esecutore e arrangiatore nella Banda della Marina Militare di Taranto, ha condotto parallelamente all’attività di direttore, quella di compositore di marce sinfoniche, musica sacra, musica di intrattenimento e musica da ballo. Nel 1920 parte per gli Stati Uniti per operare come direttore di diversi gruppi bandistici locali tra New York e Niagara Falls. Nella seconda metà degli anni 30, già tornato in Italia, estende l’attività di direttore e concertatore tra Catanzaro e Cosenza. La sua formazione classica lo orienta verso uno stile compositivo improntato sui modelli del Gran Concerto, utilizzando un organico strumentale organizzato in cui gli ottoni ed i legni dialogavano valorizzando gli effetti timbrici e di colore delle singole categorie, mentre la batteria accompagnava l’impianto ritmico e contrappuntistico della composizione. Rimasto a Gagliano fino ai primi anni 50, ha continuato a produrre composizioni di vario genere, dedicandosi anche all’insegnamento. Successivamente si trasferisce ad Ascoli Piceno, dove muore nel settembre del 1958. Nel 2016 il Comune di Catanzaro autorizza l’apposizione di una lapide commemorativa all’esterno della sua vecchia abitazione di Gagliano. Nello stesso anno, l’edificio del Centro Servizi Sociali di Gagliano è stato intitolato ai Maestri Salvatore Caroleo senior e junior con l’apposizione di un'altra lapide commemorativa. All’interno del Centro Sociale è presente la sala denominata “Maestri Salvatore Caroleo senior e junior”. La sua opera più significativa è Grandinata col Sole, tipologia di musica a programma, composta al Niagara Falls, realizzata nel periodo in cui operava negli Stati Uniti.  

## Opere
Il repertorio musicale di Salvatore Caroleo (senior) fu ampio e diversificato. A partire dal 1908, egli compose Marce (funebri, sinfoniche, militari), Valzer, Mazurka, Polka, Fox Trot e Musica sacra. L’elemento comune delle sue composizioni era l’elaborazione del linguaggio tematico, i salti contrappuntistici, la valorizzazione delle sonorità di ogni famiglia strumentale e le concatenazioni accordali, facendo riferimento ai metodi della Scuola Napoletana. 
Marce sinfoniche
Tristi momenti (1910), Capriccio sinfonico (1912), Gina mia (1913), Funesti ricordi (1913), Grandinata col sole (1920), In partenza (1922), Popolarità (1923), Sempre avanti (1924)
Rosina (1925), Poco ti curo (1926), Bambolina (1926), Cielo azzurro (1926), Concettina (1926), Cuore gentile (1927), La vittoria (1934), Socialità (1936), Alda (1937), Imperiale (1945), La sentimentale (1946), Un saluto agli amici (1946)   
Mazurka             
Oleandra (1945), Paradisina (1946), La tradita (1947), Ideale (1949), Perché mi lasciasti? (1950), Amore segreto (1950)
Liturgie
Salutaris Hostia (1940), Al cuore del mio Gesù (1942), Sant’Elena (1943), Tantum Ergo (1944)
Valzer
Perché non mi ami? (1945), Scherzando (1948), Sorriso d’amore (1949)
Polka
Da Bianchi a Gagliano (1925)  
Fox Trot
Birichino (1934) 

## Periodo statunitense
Nei primi anni 20, Salvatore Caroleo è chiamato a dirigere alcuni complessi musicali a New York. Sempre in quel periodo, lavora anche in Canada, a Niagara Falls, e compone la marcia sinfonica Grandinata col Sole, che rimane ad oggi, l'unica opera ritrovata.

## Curiosità
Salvatore Caroleo era dotato di orecchio assoluto, ciò gli permise di possedere una predisposizione naturale alla composizione musicale, riuscendo ad analizzare le altezze dei suoni, l’intensità del timbro e la fonte d’origine.
La marcia sinfonica Concettina (1926) fu dedicata a sua moglie Concetta.
I Maestri Salvatore Caroleo senior e junior sono citati nel libro scritto da Antonio Caroleo intitolato I Rughi (pag. 73), presentato nel novembre del 2023 al Comune di Catanzaro.
Salvatore Caroleo senior ha una lontana parentela con l'artista catanzarese Francesco Caroleo.
Salvatore Caroleo senior è imparentato con l'omonimo concittadino, nonché reduce della II Guerra mondiale, Salvatore Caroleo.
Il giornalista Riccardo Colao ha dedicato un servizio a Salvatore Caroleo senior e Salvatore Caroleo junior all'interno della rivista I Catanzaresi .